# Ankaraspor
Ankaraspor (turkiska: Ankaraspor Kulübü) är en turkisk fotbollsklubb från huvudstaden Ankara. Klubben spelar i Turkiets högstaliga, Süper Lig, och spelar sina hemmamatcher på Osmanlı Stadyumu som har en kapacitet på 19,626.

## Historia
Ankaraspor grundades 1978 i Ankara, Turkiet under namnet Ankara Belediye Spor Kulübü. Klubben har genomgått flera namnändringar under historien och 1984 bytte klubben namn till Ankara Büyükşehir Belediye Spor Kulübü. Klubben bytte namn 1998 till Büyükşehir Belediye Ankaraspor Kulübü och bytte återigen 2005 bytte namn till Ankara Spor A.Ş. 2014 ändrade man klubbens namn till klubbens nuvarande namn, Osmanlıspor. Namnet Osmanlıspor kommer från Osman I som var grundaren av Osmanska riket.

## Meriter

### Europeiska tävlingar
| Säsong    | Tävling            | Omgång  | Klubb            | Hemma | Borta | Totalt |
| --------- | ------------------ | ------- | ---------------- | ----- | ----- | ------ |
| 2005      | Intertotocupen     | 2 omg   | Dubnica          | 0–4   | 1–0   | 1–4    |
| 2016/2017 | Uefa Europa League | 2 omg   | Zimbru Chișinău  | 5–0   | 2–2   | 7–2    |
| 2016/2017 | Uefa Europa League | 3 omg   | Nõmme Kalju      | 1–0   | 2–0   | 3–0    |
| 2016/2017 | Uefa Europa League | Playoff | Midtjylland      | 2–0   | 1–0   | 3–0    |
| 2016/2017 | Uefa Europa League | Grupp L | Villarreal       | –     | –     | -      |
| 2016/2017 | Uefa Europa League | Grupp L | Steaua București | –     | –     | -      |
| 2016/2017 | Uefa Europa League | Grupp L | Zürich           | –     | –     | -      |

## Spelare

### Spelartrupp
| Nr | Land                    | Pos | Namn                               |
| -- | ----------------------- | --- | ---------------------------------- |
| 1  | Turkiet                 | MV  | Hakan Arıkan                       |
| 2  | Bosnien och Hercegovina | F   | Avdija Vršajević                   |
| 3  | Polen                   | F   | Łukasz Szukała                     |
| 4  | Turkiet                 | F   | Koray Altınay                      |
| 5  | Turkiet                 | F   | Aykut Demir (lån från Trabzonspor) |
| 6  | Turkiet                 | MF  | Mehmet Güven                       |
| 7  | Turkiet                 | MF  | Engin Bekdemir                     |
| 8  | Nigeria                 | MF  | Raheem Lawal                       |
| 9  | Kamerun                 | A   | Pierre Webó                        |
| 10 | Senegal                 | MF  | Badou Ndiaye                       |
| 11 | Tyskland                | A   | Erdal Kılıçaslan (kapten)          |
| 13 | Turkiet                 | MV  | Ahmet Eyüp Türkaslan               |
| 14 | Mali                    | A   | Cheick Diabaté                     |
| 15 | Portugal                | F   | Tiago Pinto                        |

| Nr | Land              | Pos | Namn                                  |
| -- | ----------------- | --- | ------------------------------------- |
| 17 | Marocko           | MF  | Adrien Regattin (lån från Toulouse)   |
| 21 | Tjeckien          | F   | Václav Procházka                      |
| 22 | Turkiet           | MF  | Sinan Kurt                            |
| 24 | Rumänien          | A   | Raul Rusescu                          |
| 27 | Nigeria           | A   | Aminu Umar                            |
| 28 | Kongo-Brazzaville | A   | Dzon Delarge (lån från Admira Wacker) |
| 33 | Turkiet           | F   | Muhammed Bayir                        |
| 35 | Turkiet           | MF  | Musa Çağıran                          |
| 40 | Turkiet           | MF  | Tugay Kaçar                           |
| 61 | Turkiet           | F   | Numan Çürüksu (vice-kapten)           |
| 93 | Nederländerna     | MF  | Adam Maher (lån från PSV Eindhoven)   |
| 94 | Turkiet           | MV  | Taha Ayan                             |
| 95 | Mali              | F   | Alassane Diaby                        |
| 99 | Litauen           | MV  | Žydrūnas Karčemarskas                 |